# Neópolis
Neópolis est une municipalité brésilienne située dans l'État du Sergipe.